# Гегић
Гегић је српско, бошњачко и хрватско презиме које потиче од албанске етничке подгрупе Геге.

## Значајни људи
- Абдулах Гегић (1924–2008), фудбалски тренер
- Амар Гегић, професионални кошаркаш